# Comuna Stănești, Gorj
Stănești este o comună în județul Gorj, Oltenia, România, formată din satele Alexeni, Bălani, Călești, Curpen, Măzăroi, Obreja, Pârvulești, Stănești (reședința), Vaidei și Vălari.

## Demografie
Componența etnică a comunei Stănești
     Români (92,29%)
     Alte etnii (0,22%)
     Necunoscută (7,48%)
Componența confesională a comunei Stănești
     Ortodocși (91,49%)
     Alte religii (0,49%)
     Necunoscută (8,02%)
Conform recensământului efectuat în 2021, populația comunei Stănești se ridică la 2.232 de locuitori, în scădere față de recensământul anterior din 2011, când fuseseră înregistrați 2.310 locuitori. Majoritatea locuitorilor sunt români (92,29%), iar pentru 7,48% nu se cunoaște apartenența etnică. Din punct de vedere confesional, majoritatea locuitorilor sunt ortodocși (91,49%), iar pentru 8,02% nu se cunoaște apartenența confesională.

## Politică și administrație
Comuna Stănești este administrată de un primar și un consiliu local compus din 11 consilieri. Primarul, Constantin Bicheru[*], de la Partidul Social Democrat, este în funcție din octombrie 2020. Începând cu alegerile locale din 2024, consiliul local are următoarea componență pe partide politice:
|  | Partid                          | Consilieri | Componența Consiliului | Componența Consiliului | Componența Consiliului | Componența Consiliului | Componența Consiliului | Componența Consiliului |
|  | ------------------------------- | ---------- | ---------------------- | ---------------------- | ---------------------- | ---------------------- | ---------------------- | ---------------------- |
|  | Partidul Social Democrat        | 6          |                        |                        |                        |                        |                        |                        |
|  | Partidul Național Liberal       | 2          |                        |                        |                        |                        |                        |                        |
|  | Forța Dreptei                   | 1          |                        |                        |                        |                        |                        |                        |
|  | Alianța pentru Unirea Românilor | 1          |                        |                        |                        |                        |                        |                        |
|  | Alianța Dreapta Unită           | 1          |                        |                        |                        |                        |                        |                        |

## Vezi și
- Biserica „Duminica Tuturor Sfinților” din Stănești
- Biserica de lemn din Curpen
- Biserica de lemn din Curpenel
- Biserica de lemn din Măzăroi
- Biserica de lemn din Pârvulești
- Biserica de lemn din Vaidei
- Nordul Gorjului de Vest (sit de importanță comunitară)

## Imagini

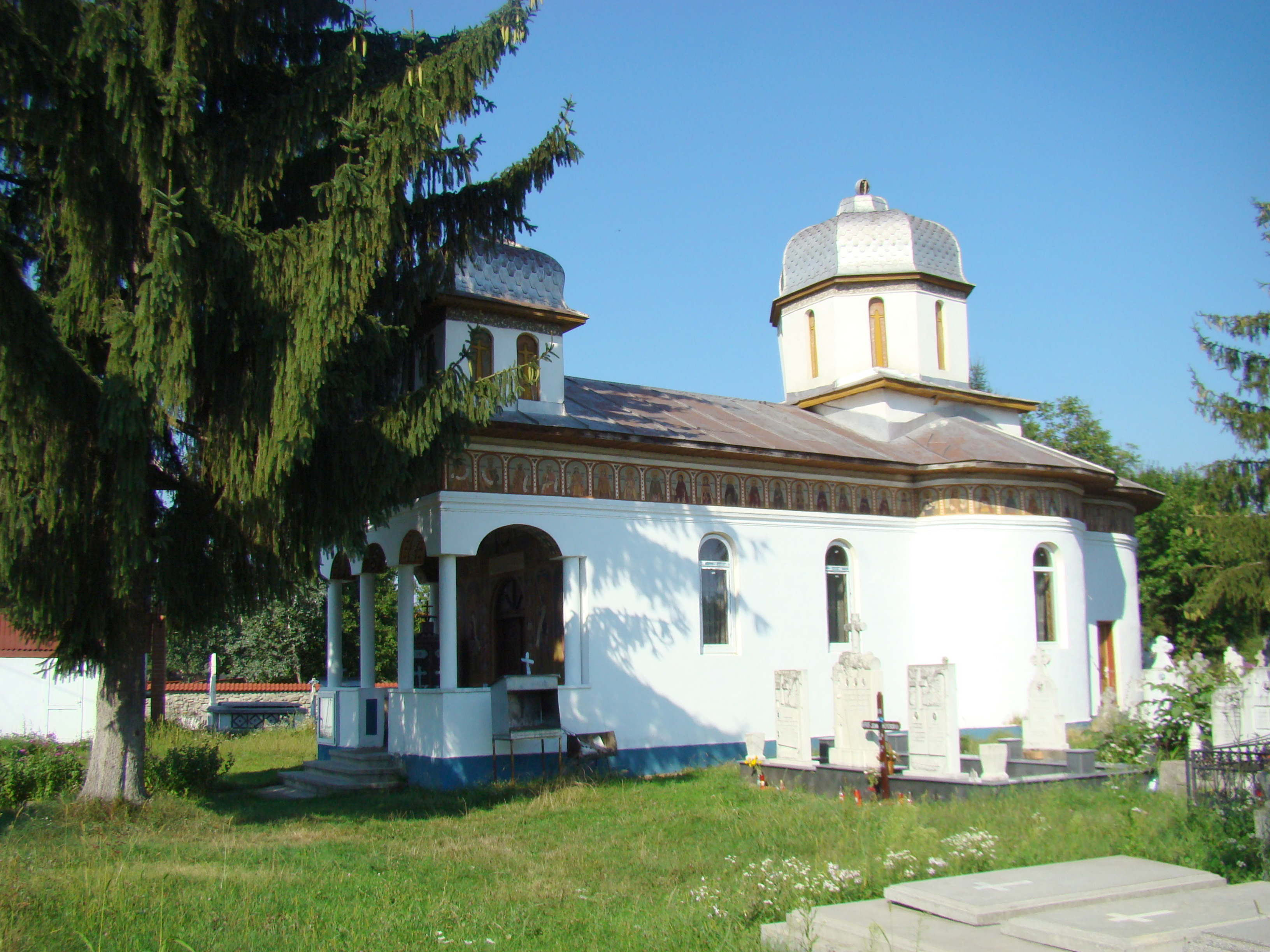
Biserica cu hramul „Pogorârea Sfântului Duh” din satul Alexeni
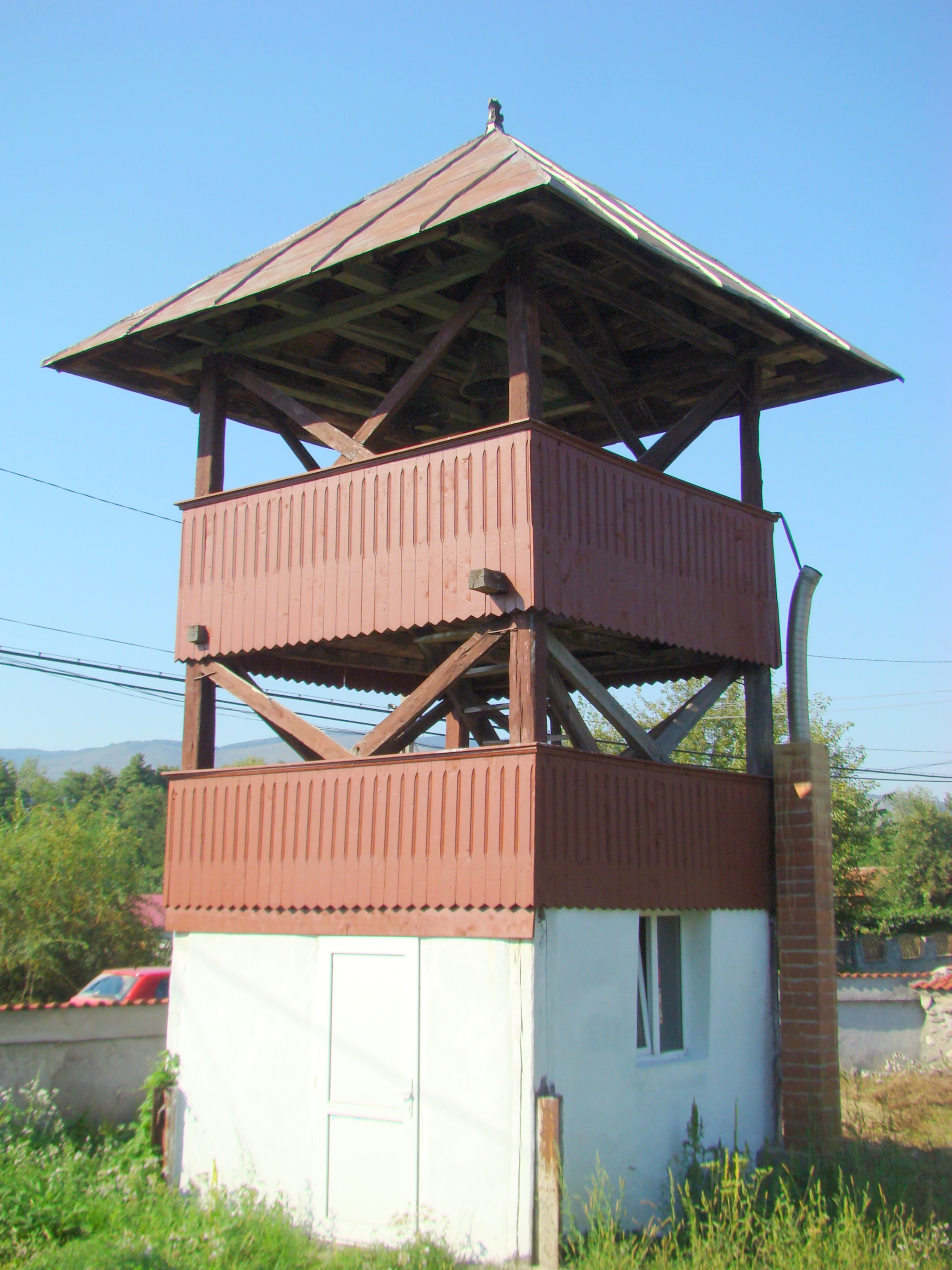
Clopotnița
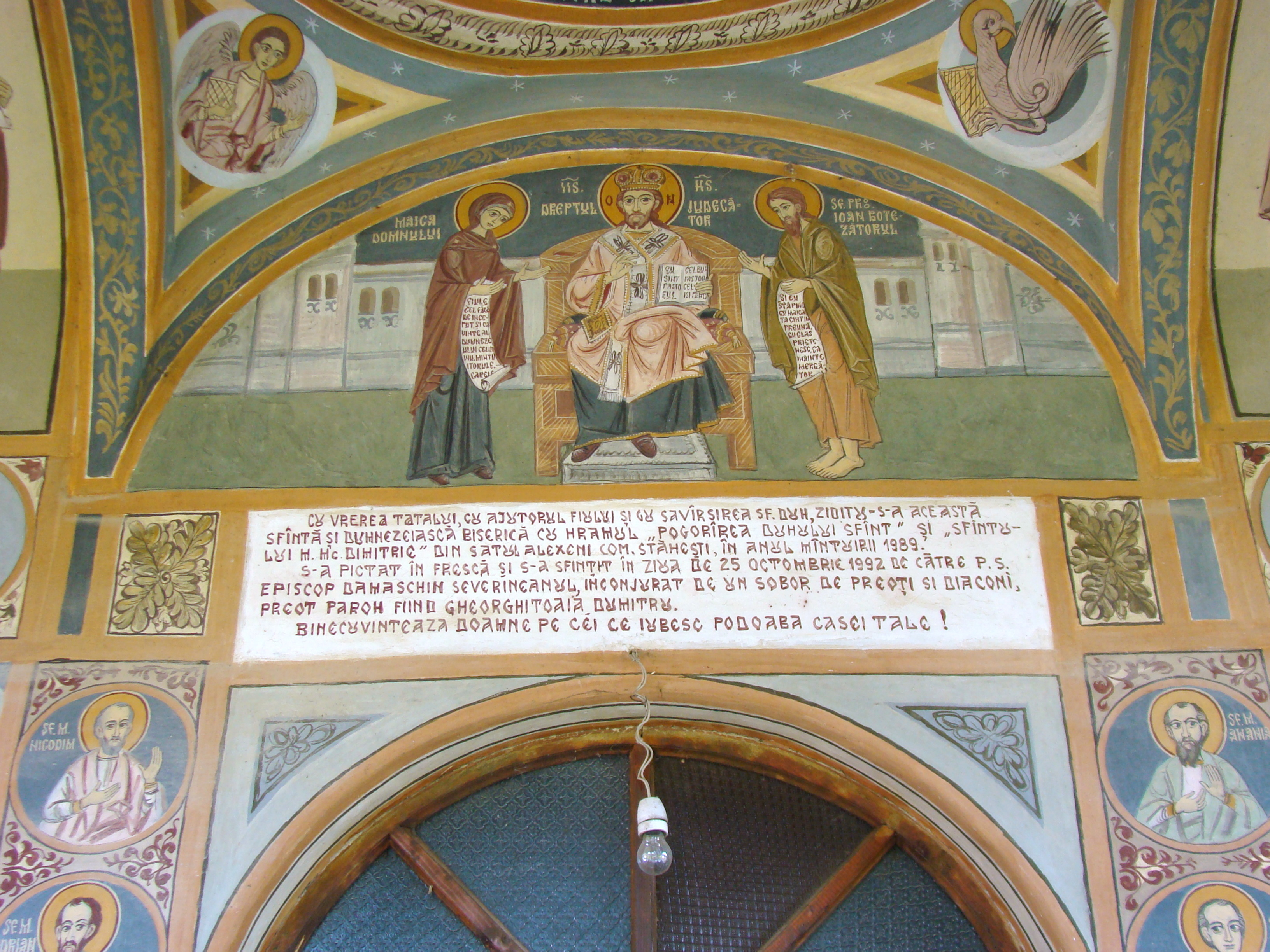
Pisania
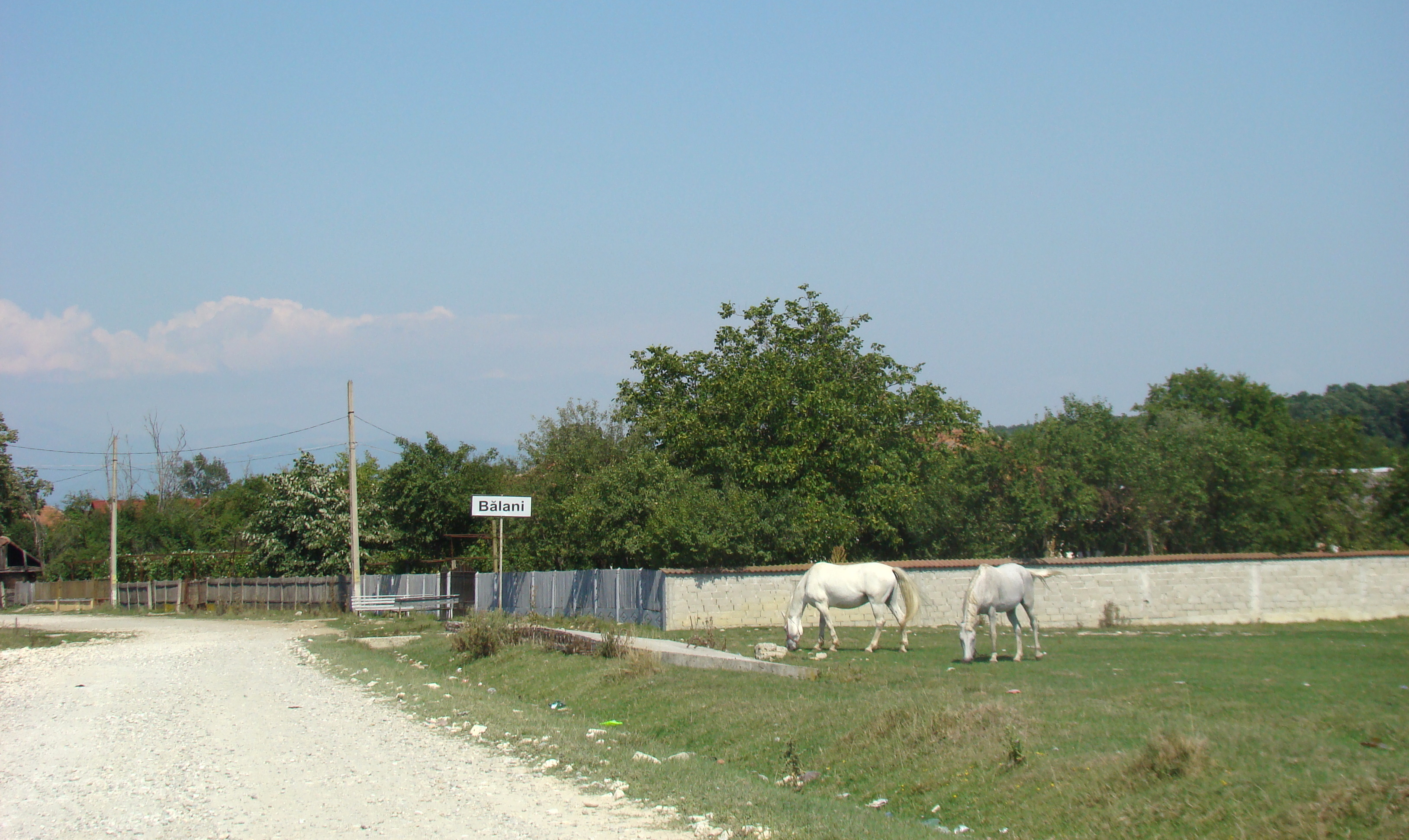
Bălani
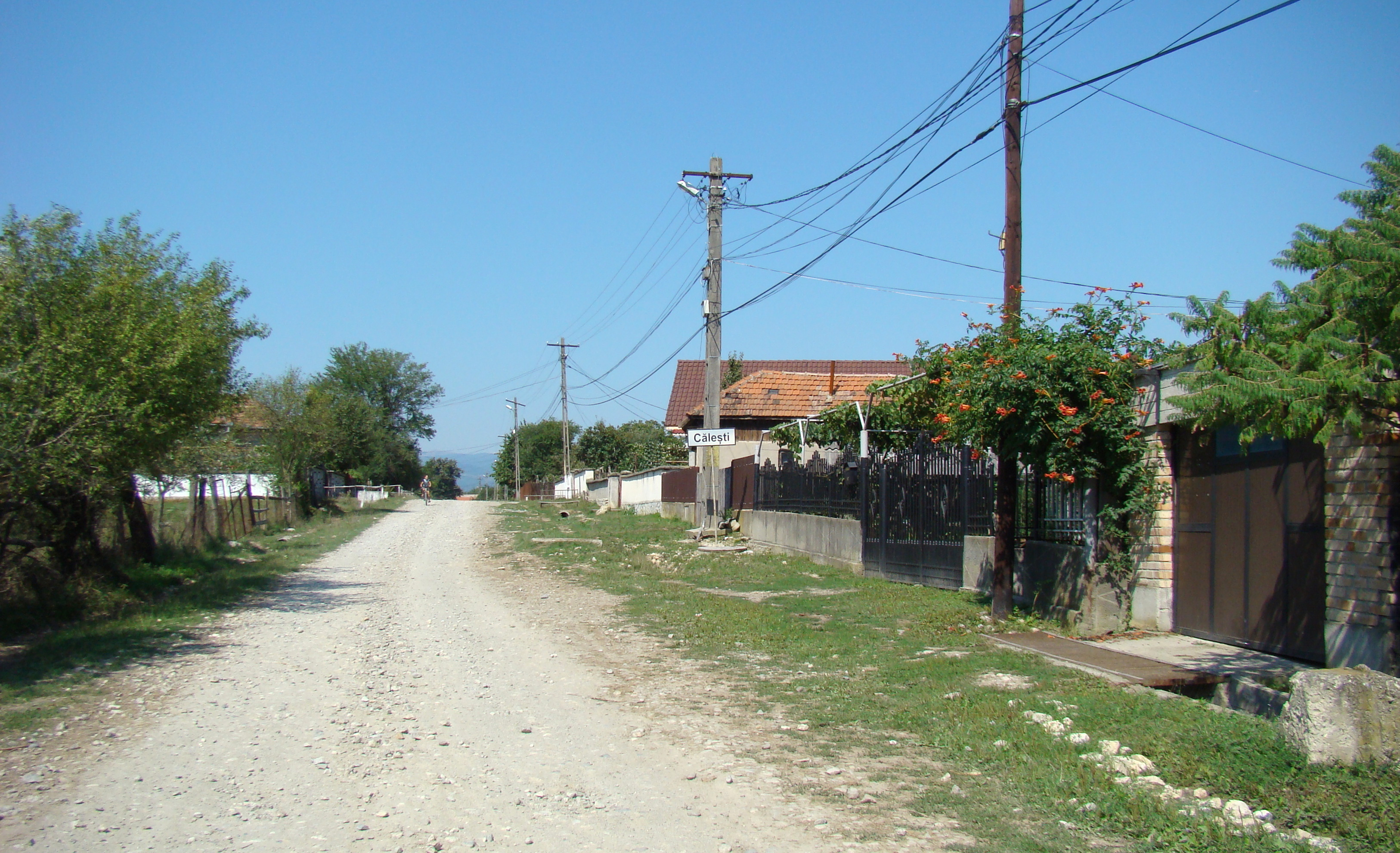
Călești
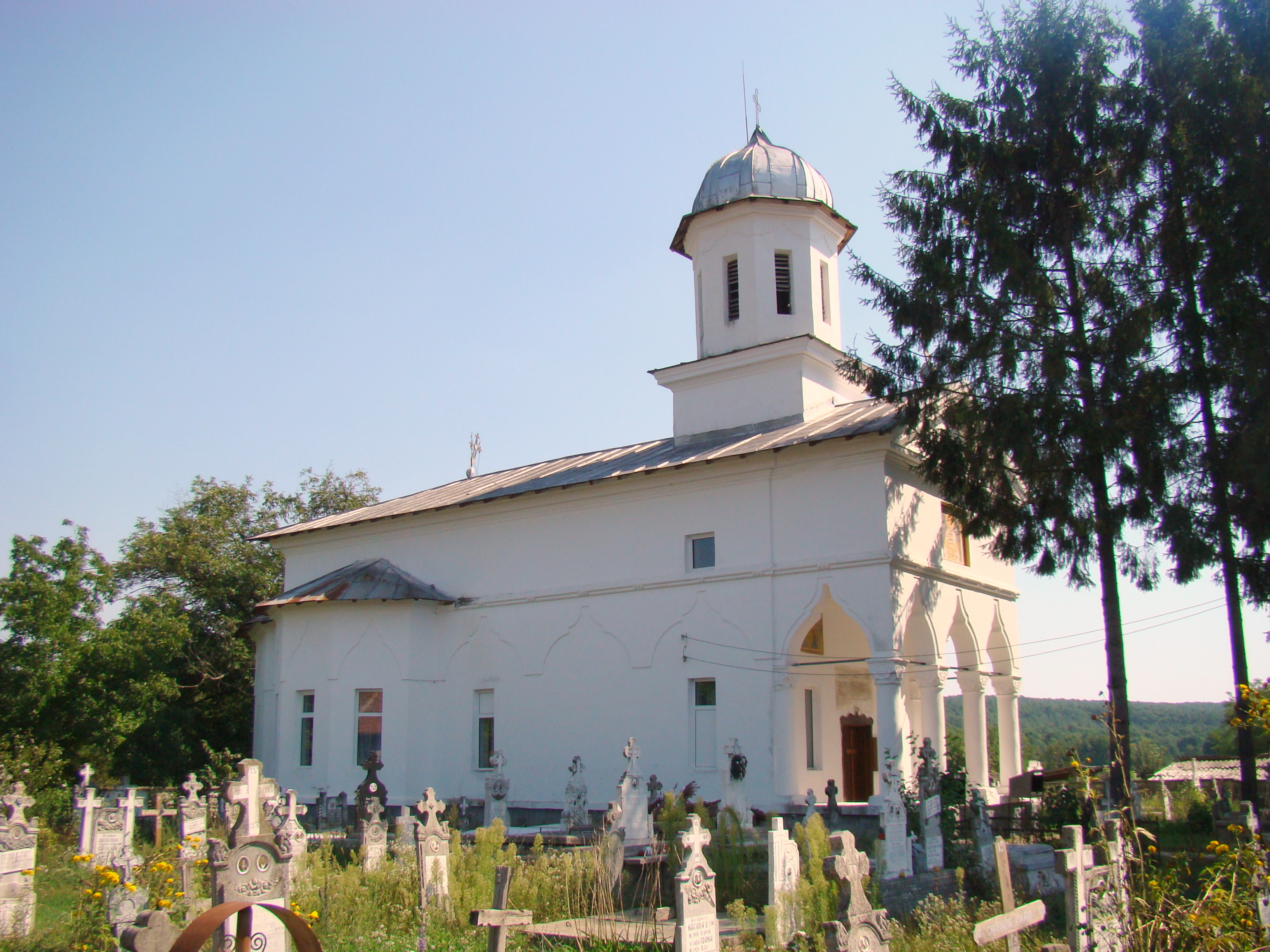
Biserica „Sfântul Gheorghe” (1803)
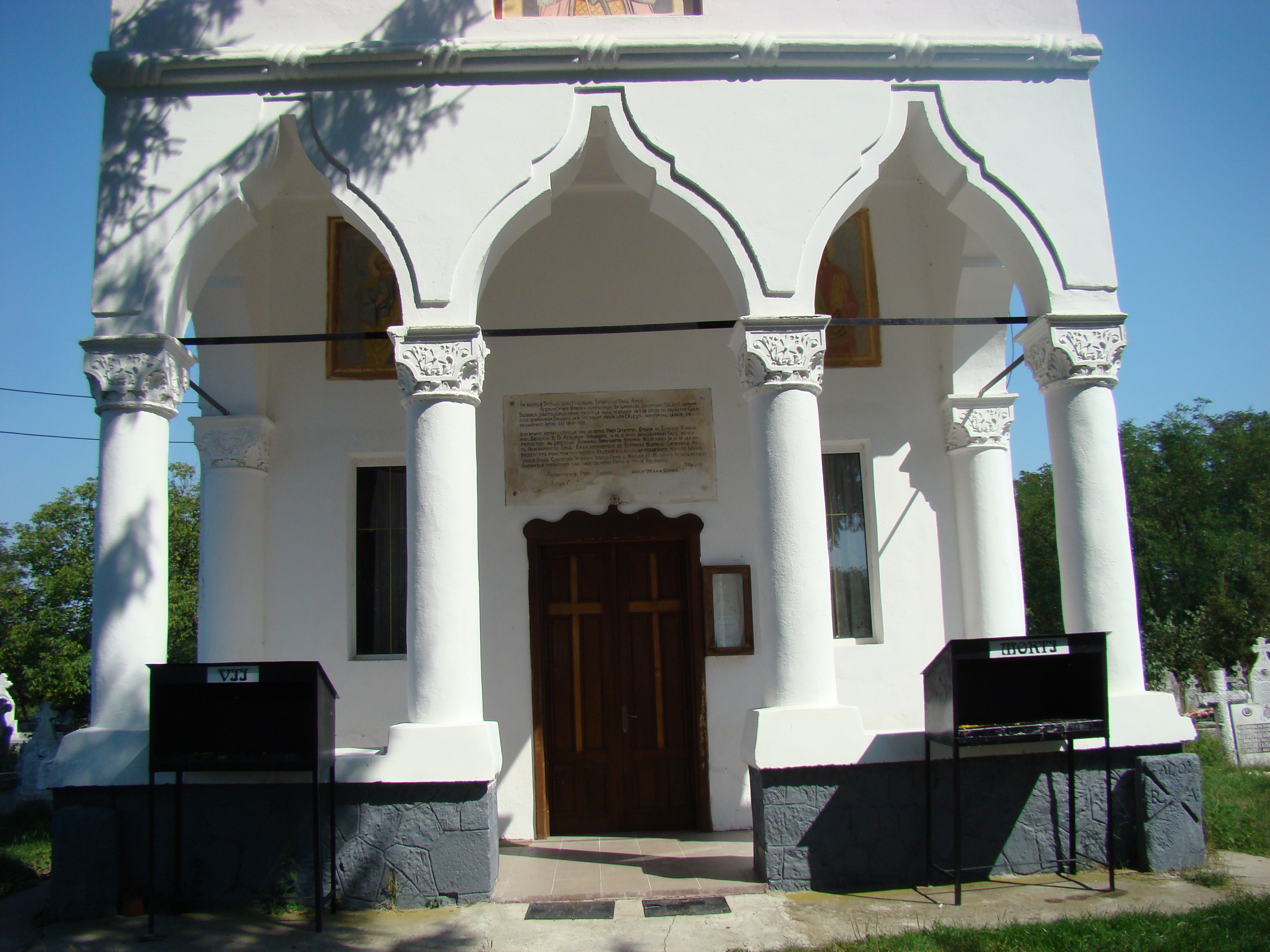
Biserica „Sfântul Gheorghe” (1803)
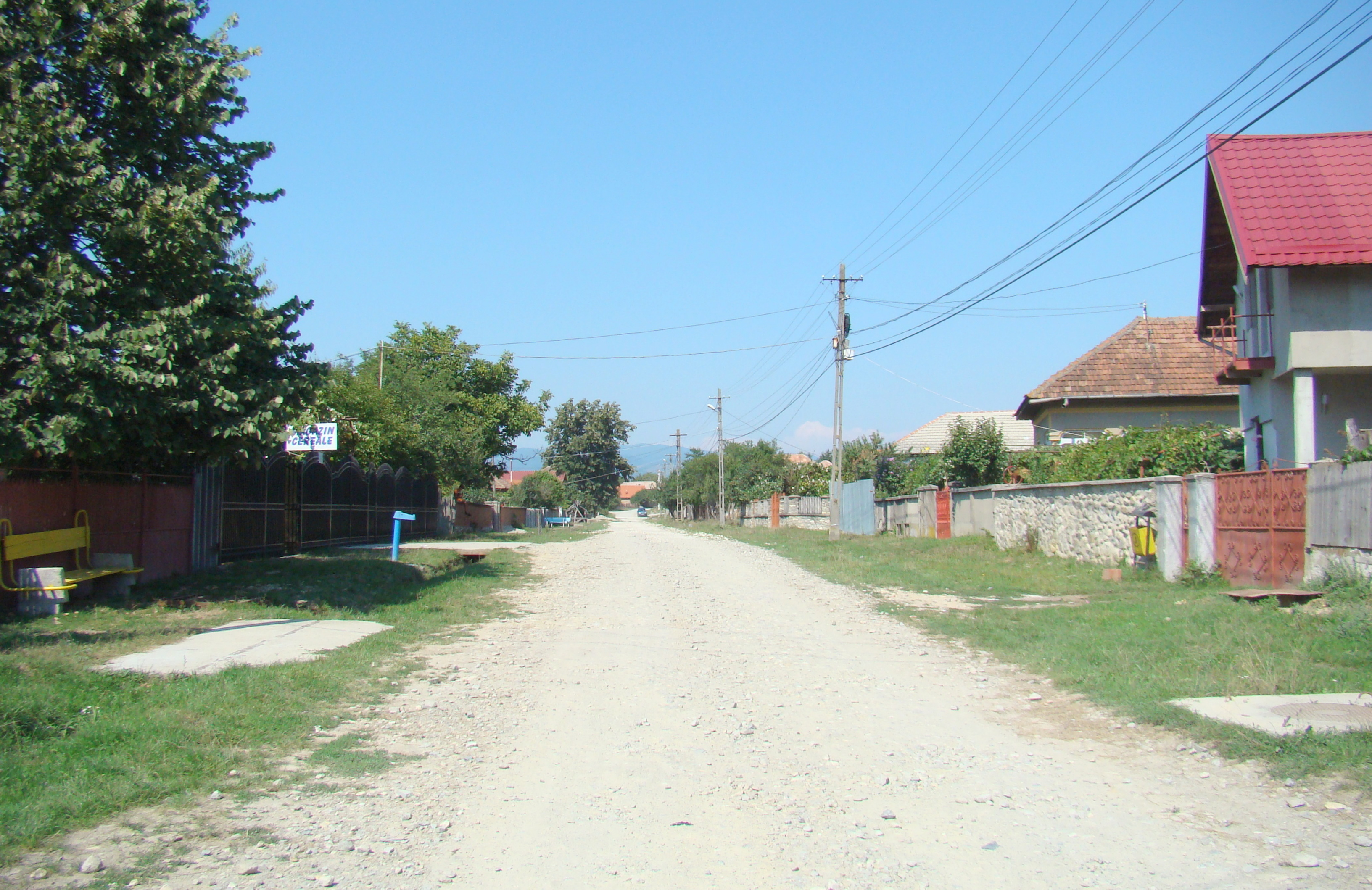
Călești
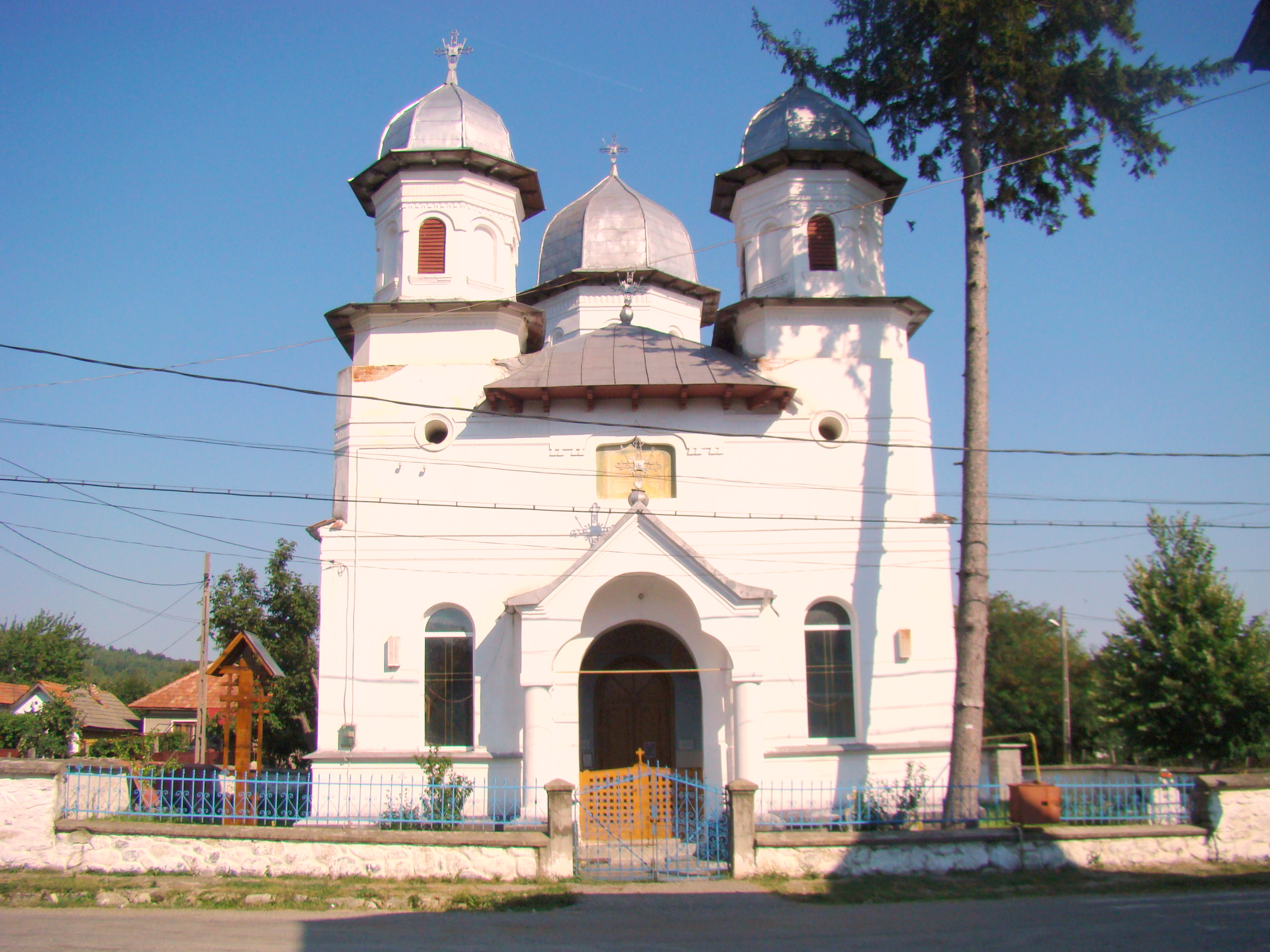
Biserica Adormirea Maicii Domnului din Curpen
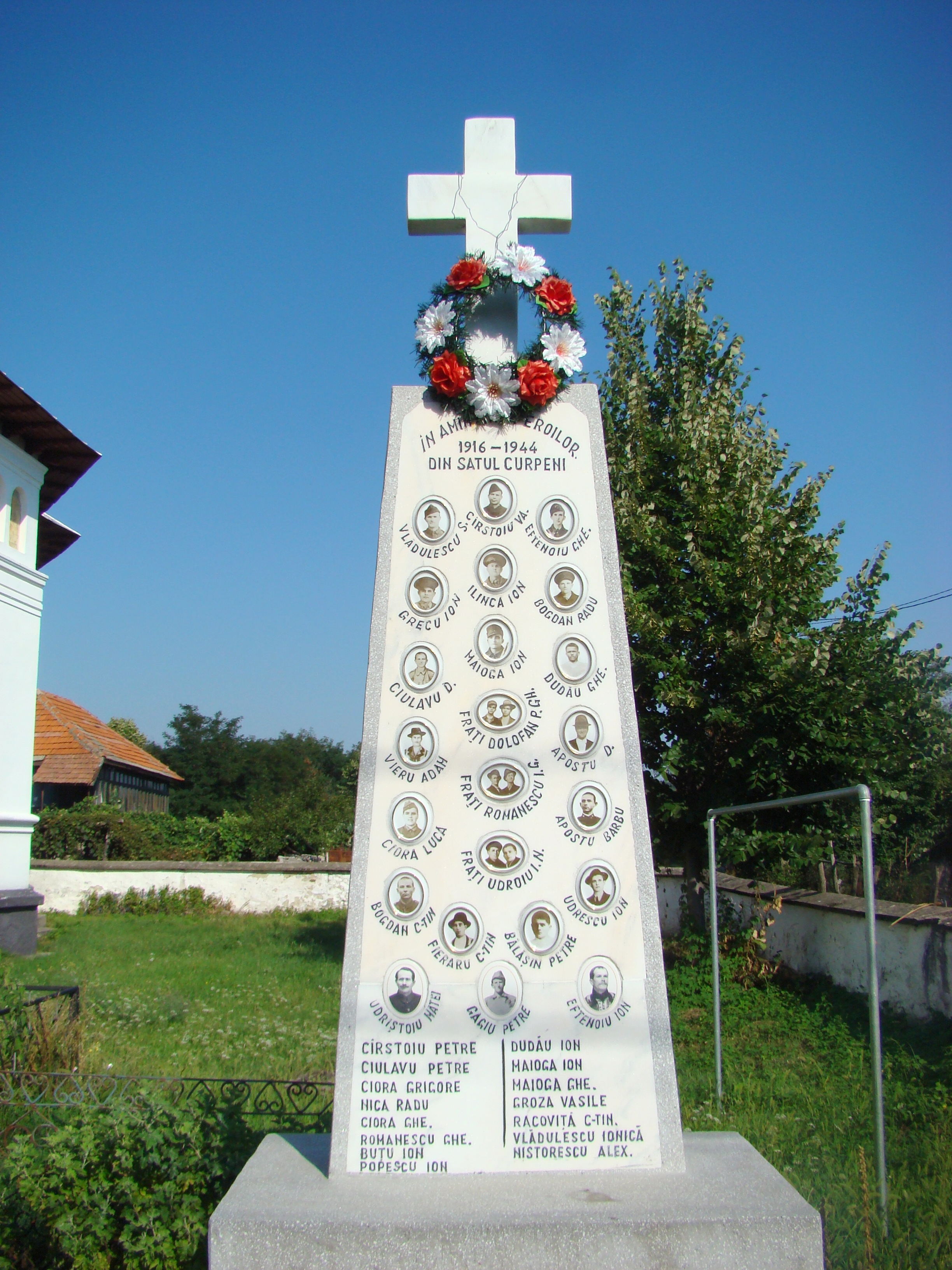
Monumentul eroilor din satul Curpen
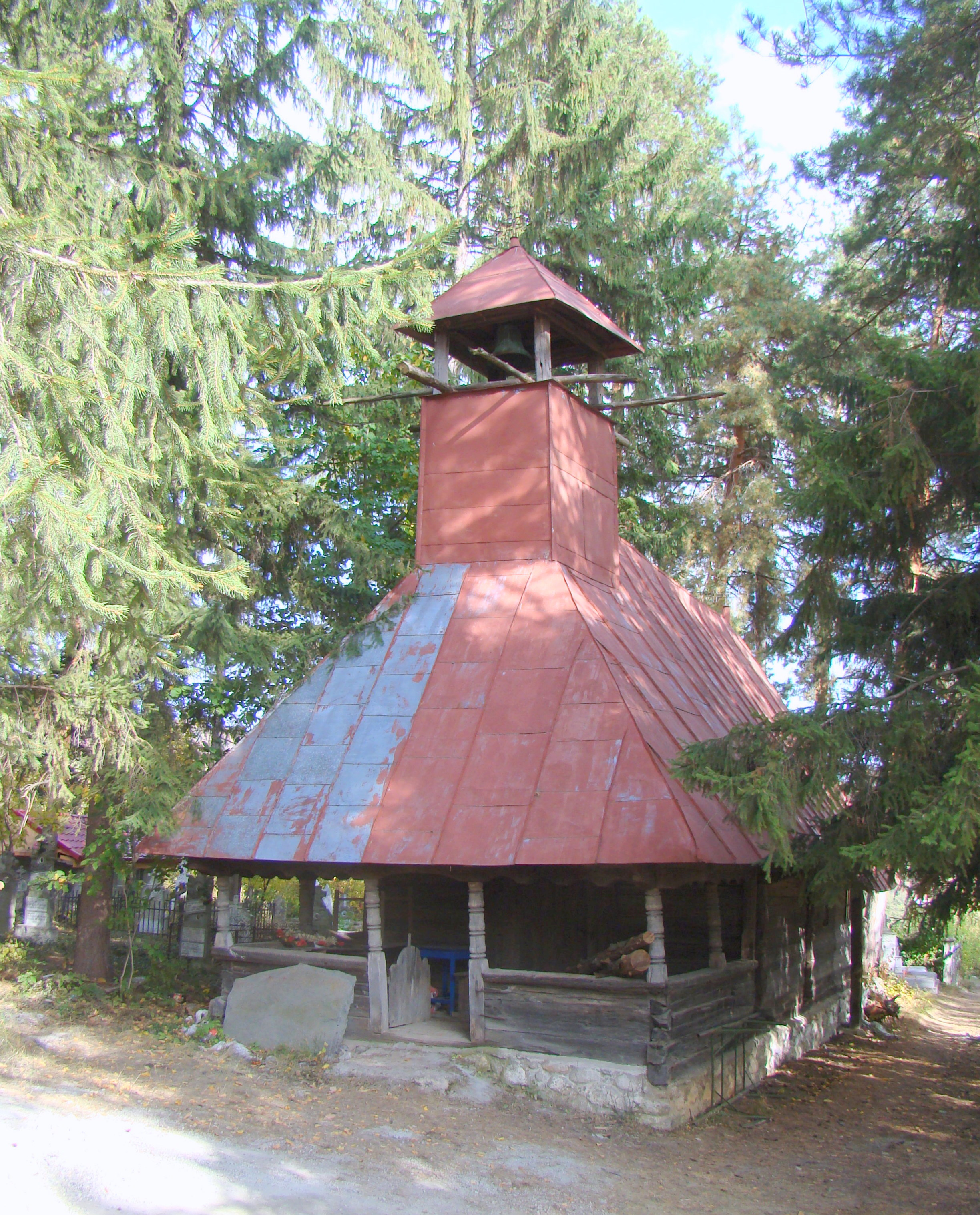
Biserica de lemn de pe „Dealu Mare” (monument istoric)
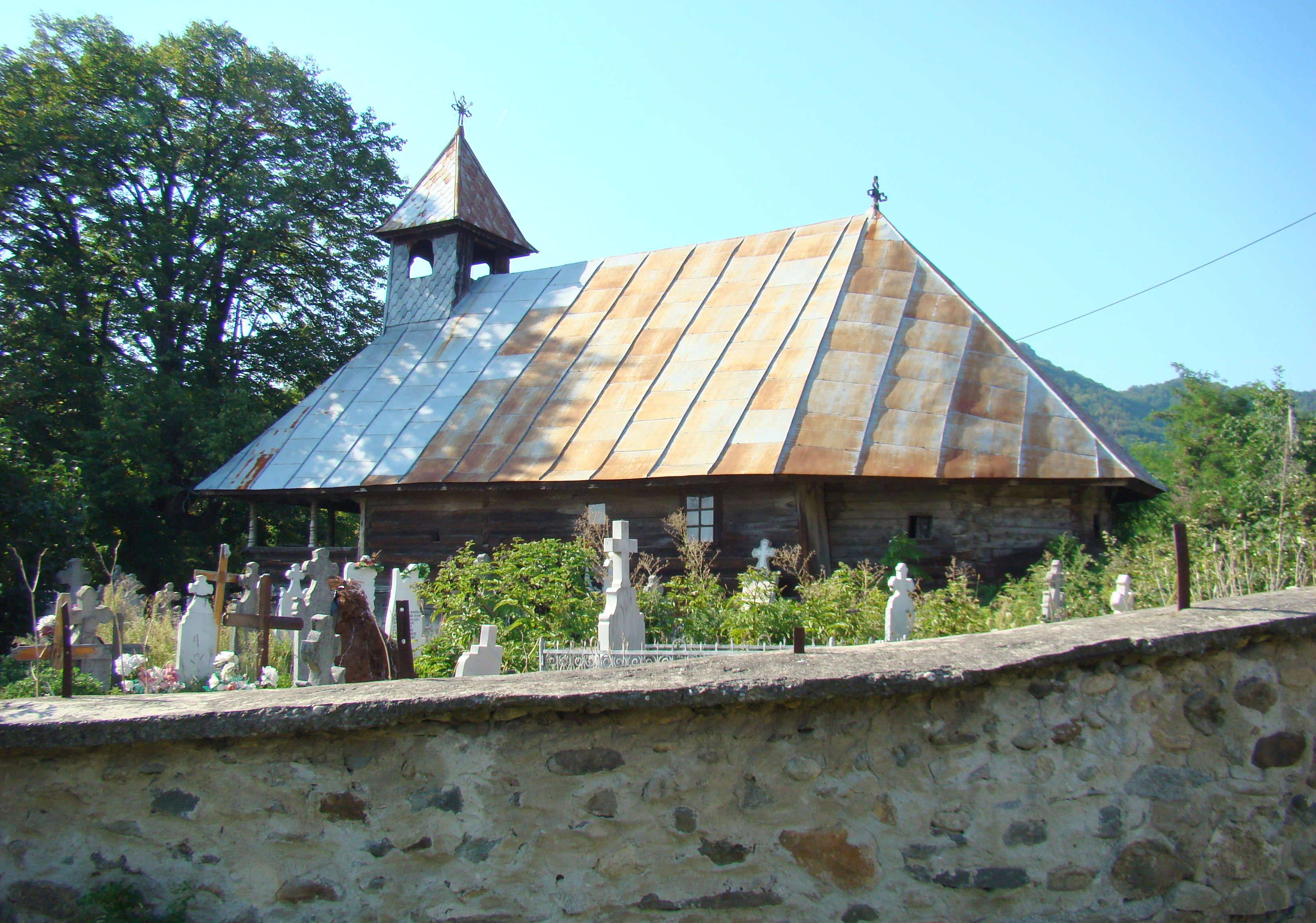
Biserica de lemn Adormirea Maicii Domnului din Curpen
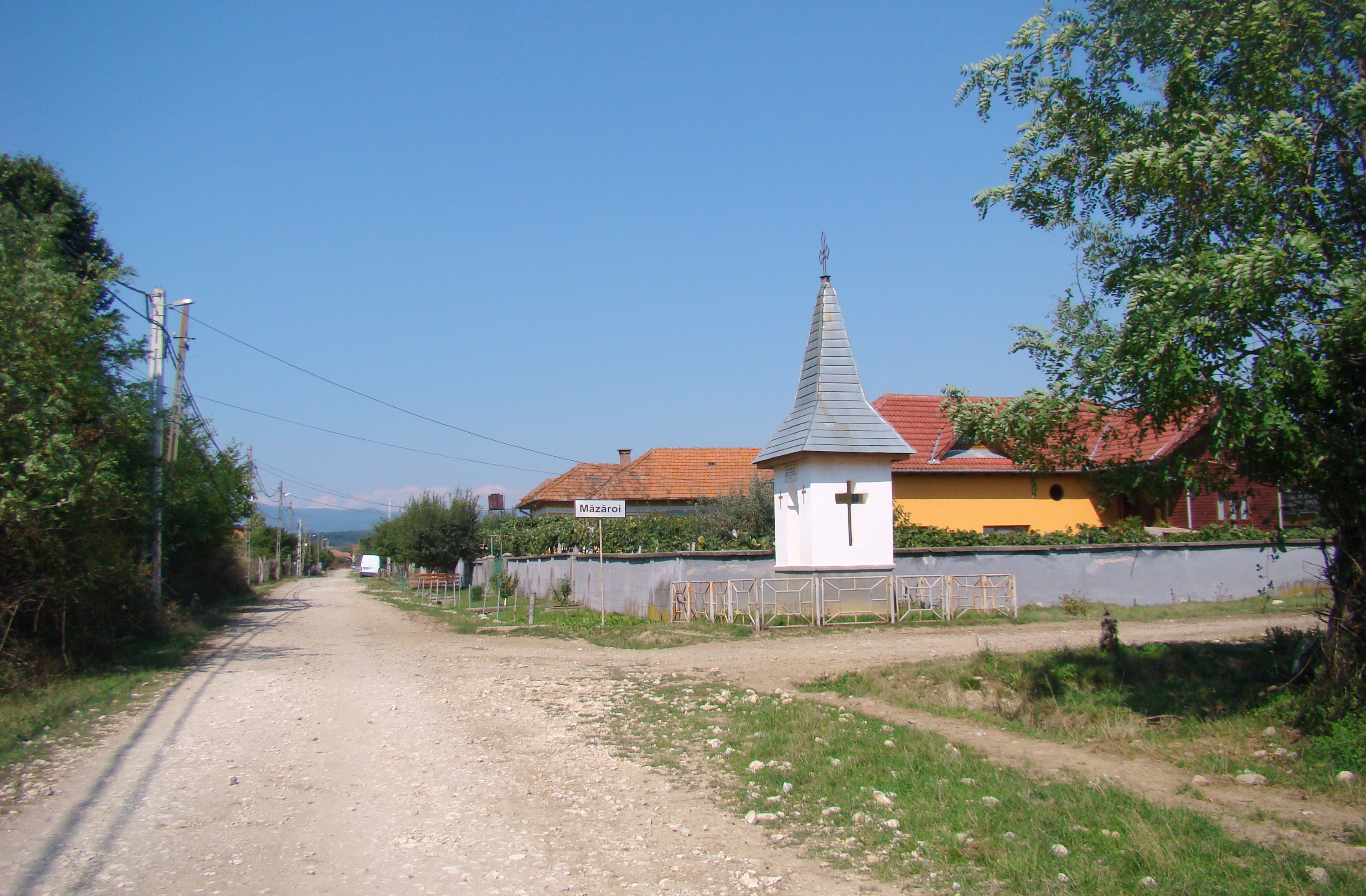
Măzăroi
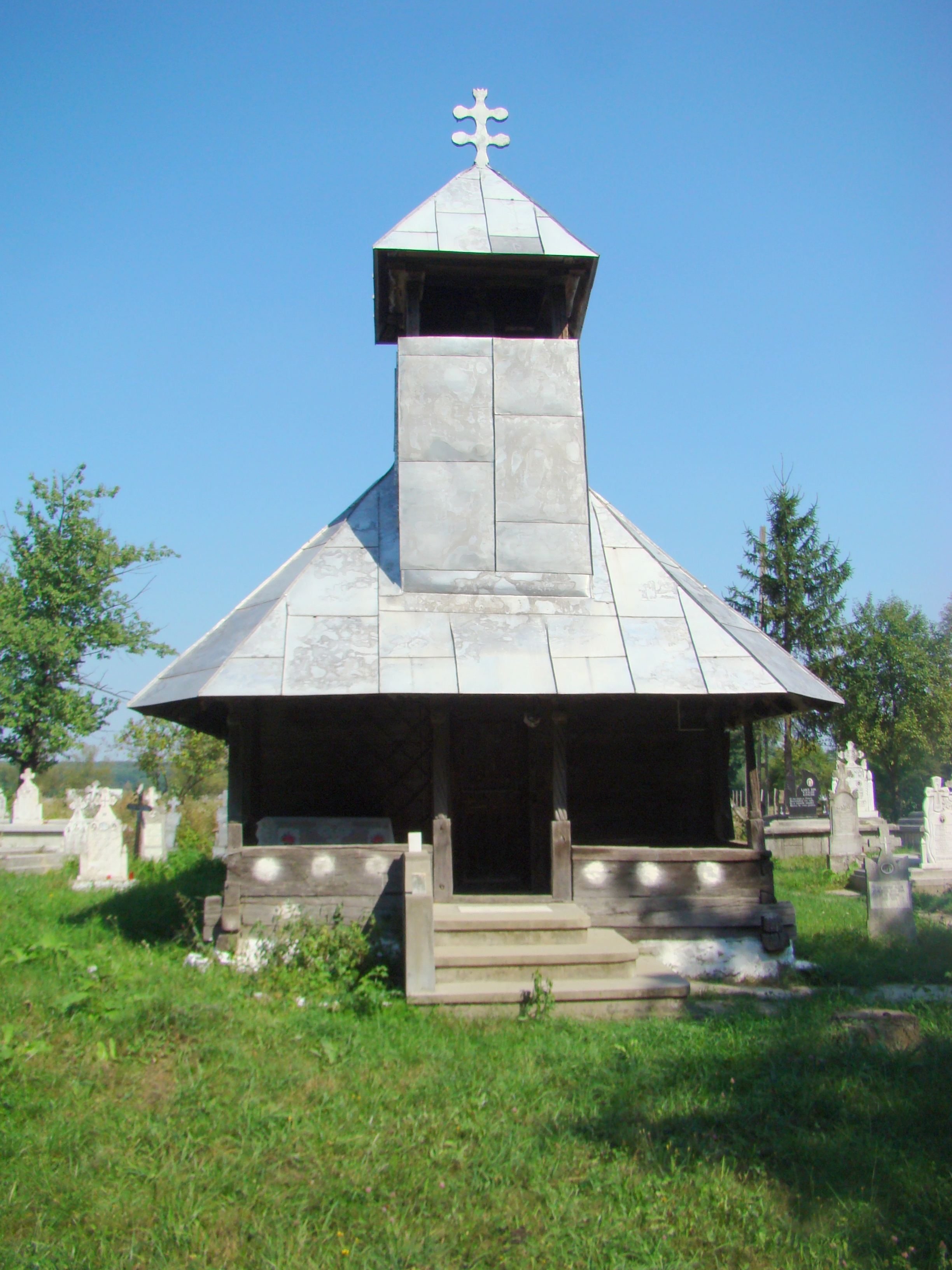
Biserica de lemn „Intrarea în Biserică a Maicii Domnului” (monument istoric)
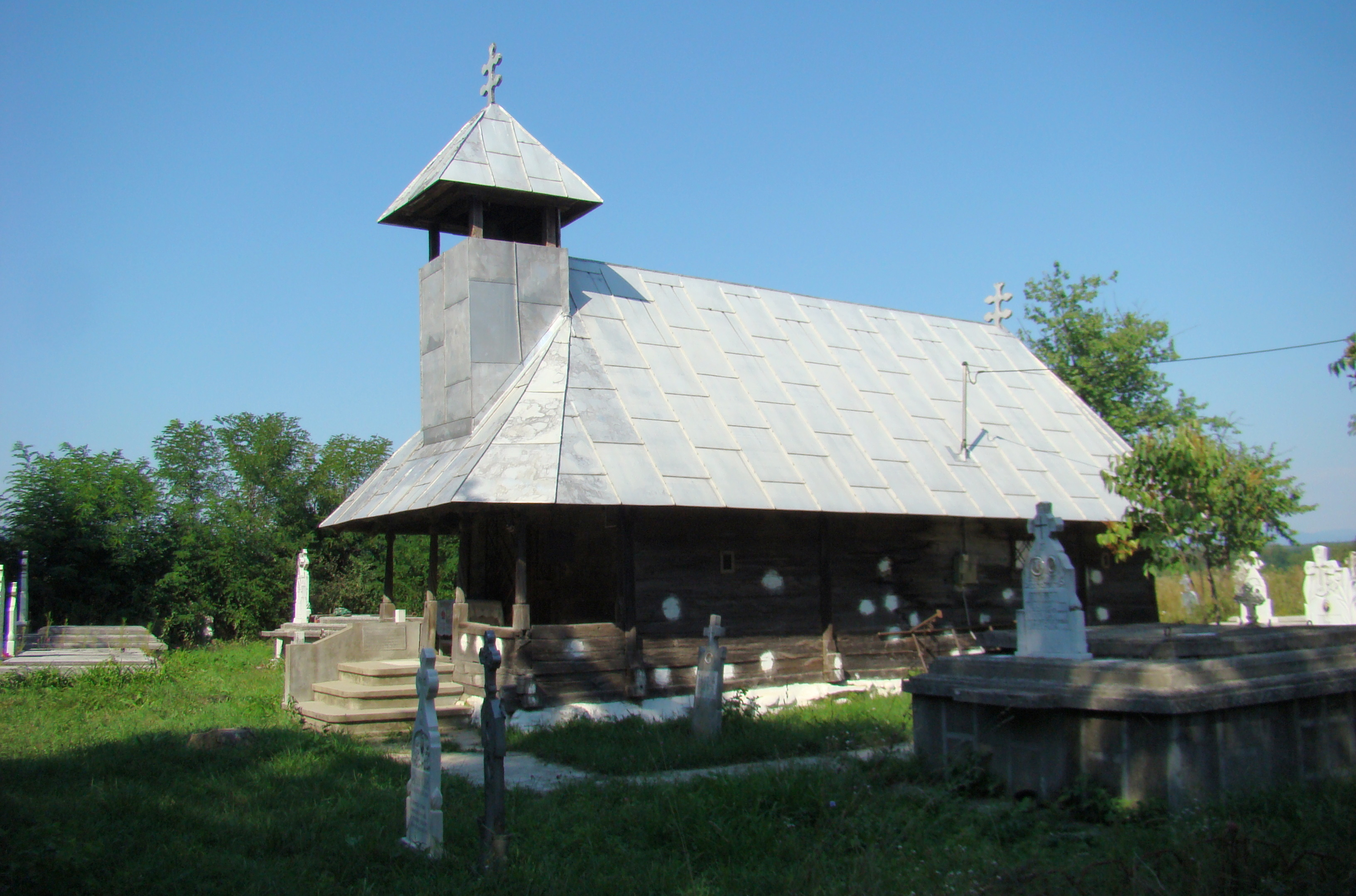
Biserica de lemn „Intrarea în Biserică a Maicii Domnului” (monument istoric)
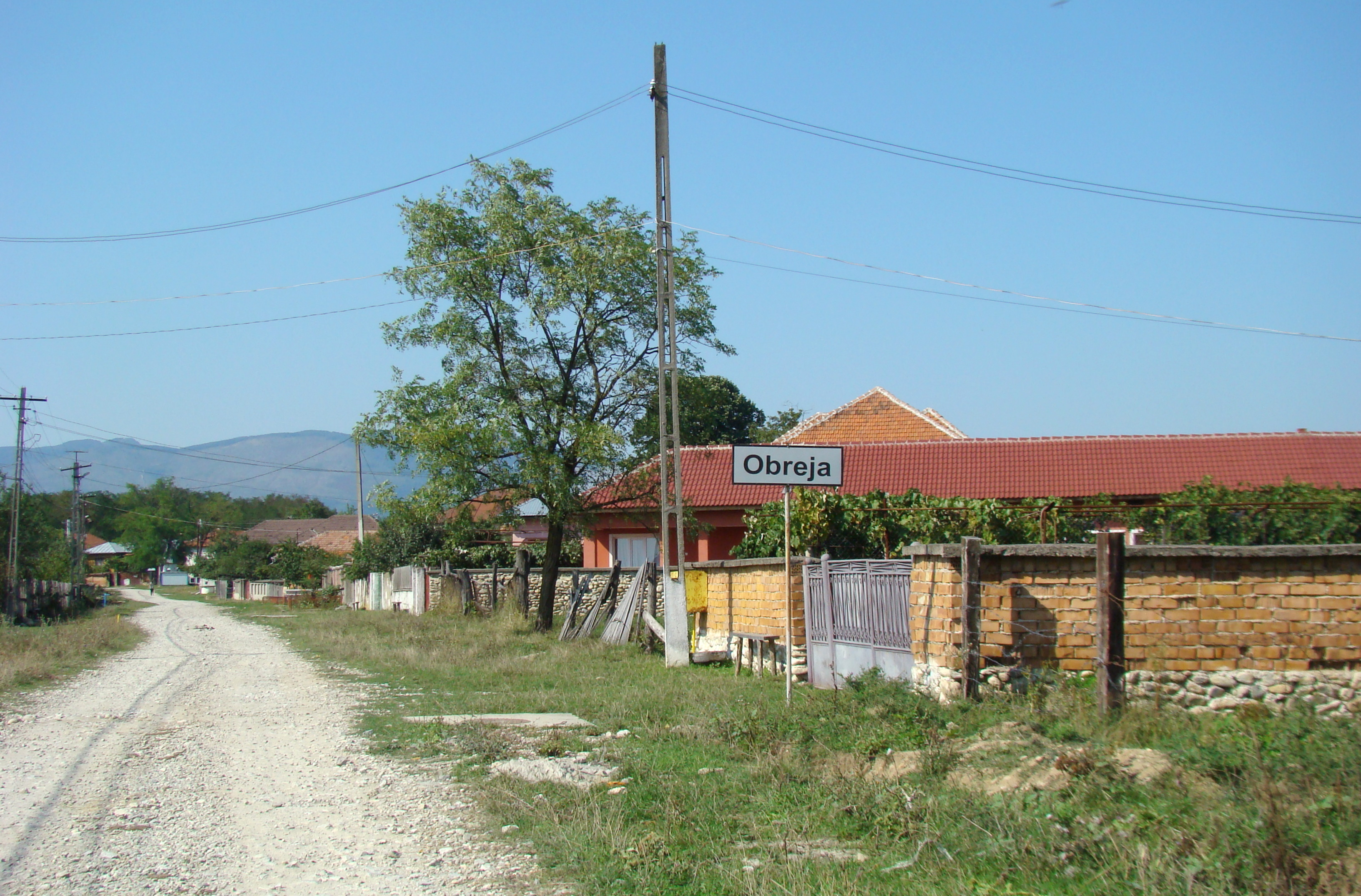
Obreja
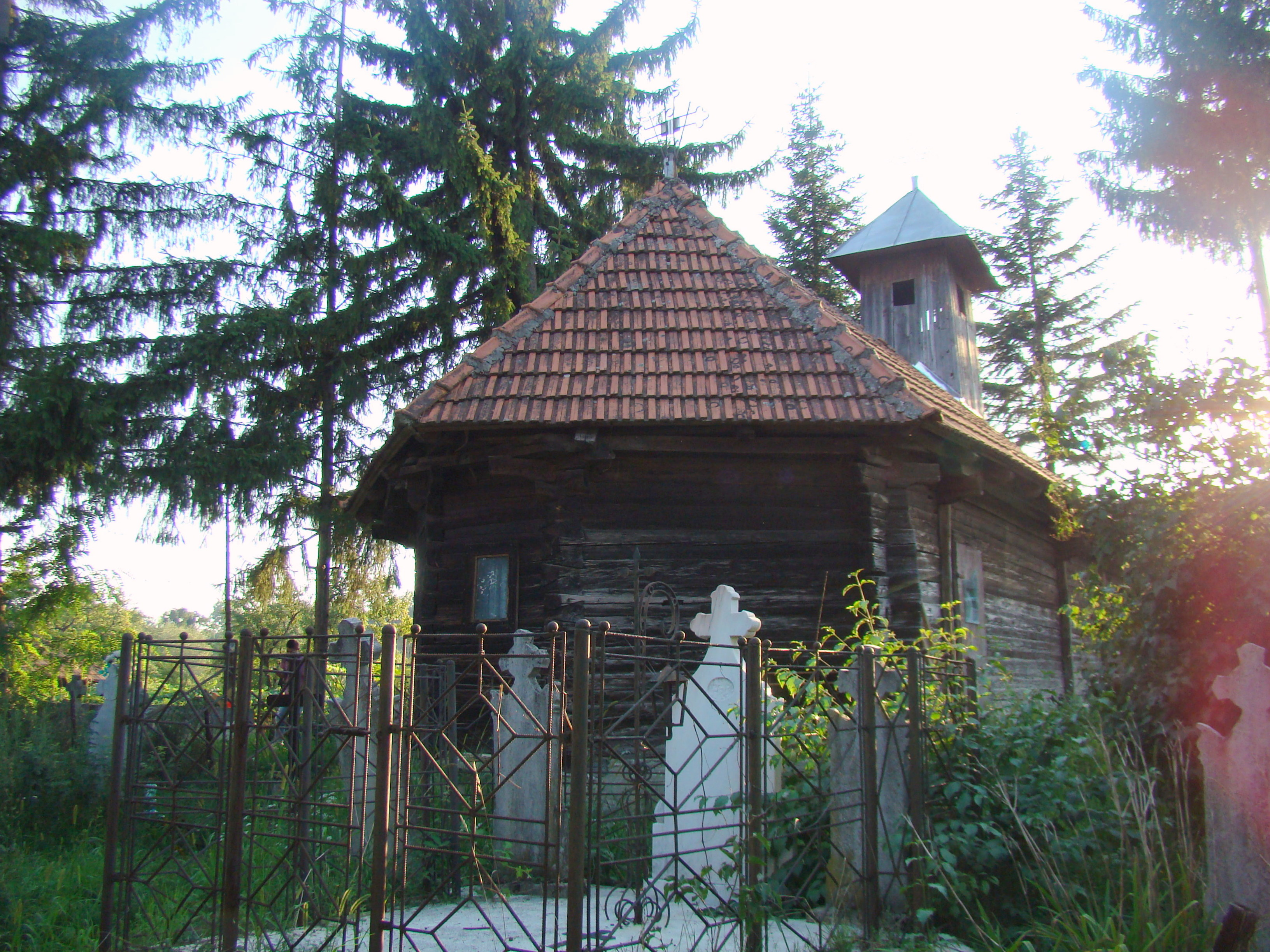
Biserica de lemn din Pârvulești (1820)
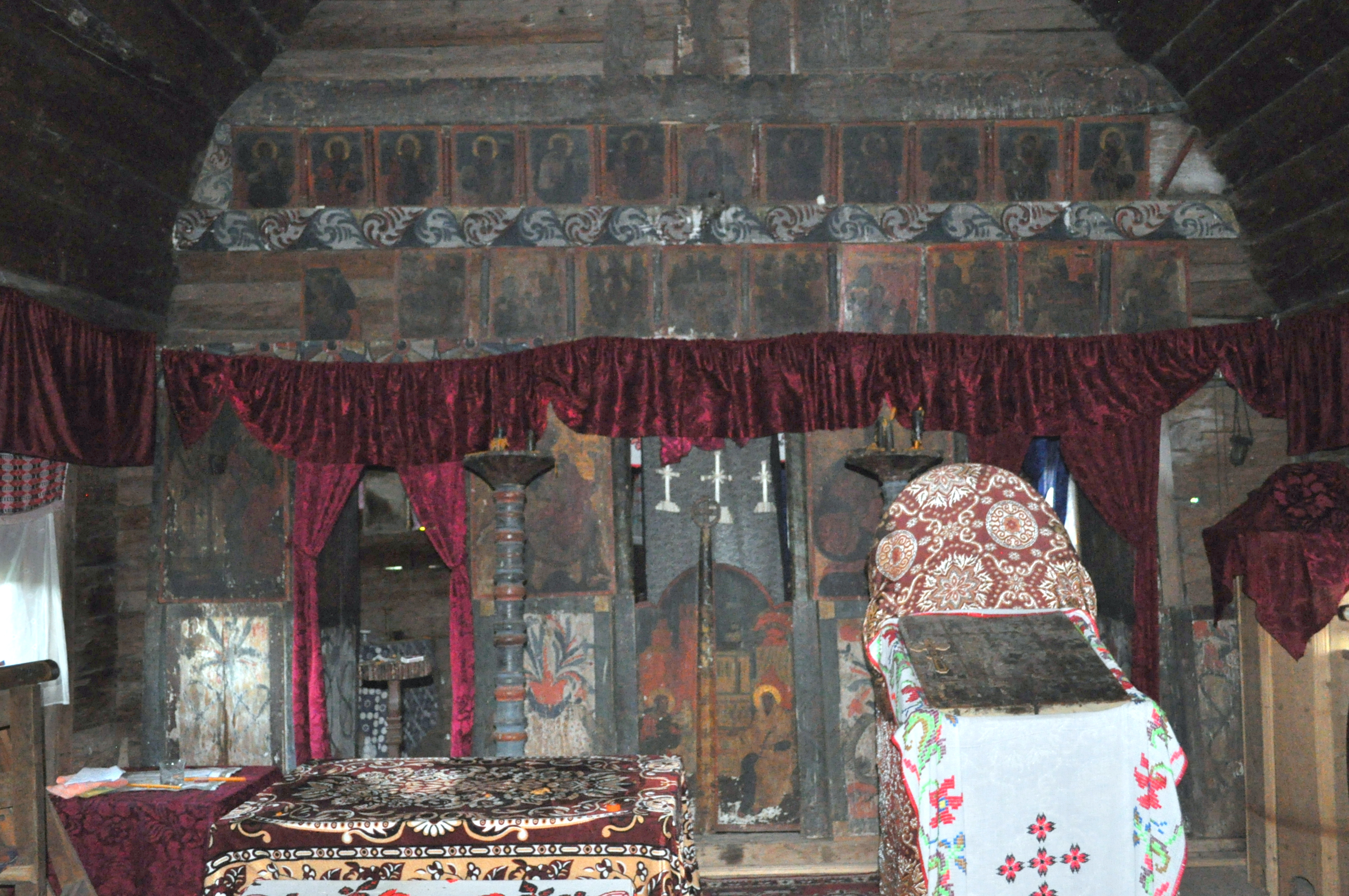
Biserica de lemn din Pârvulești (1820)
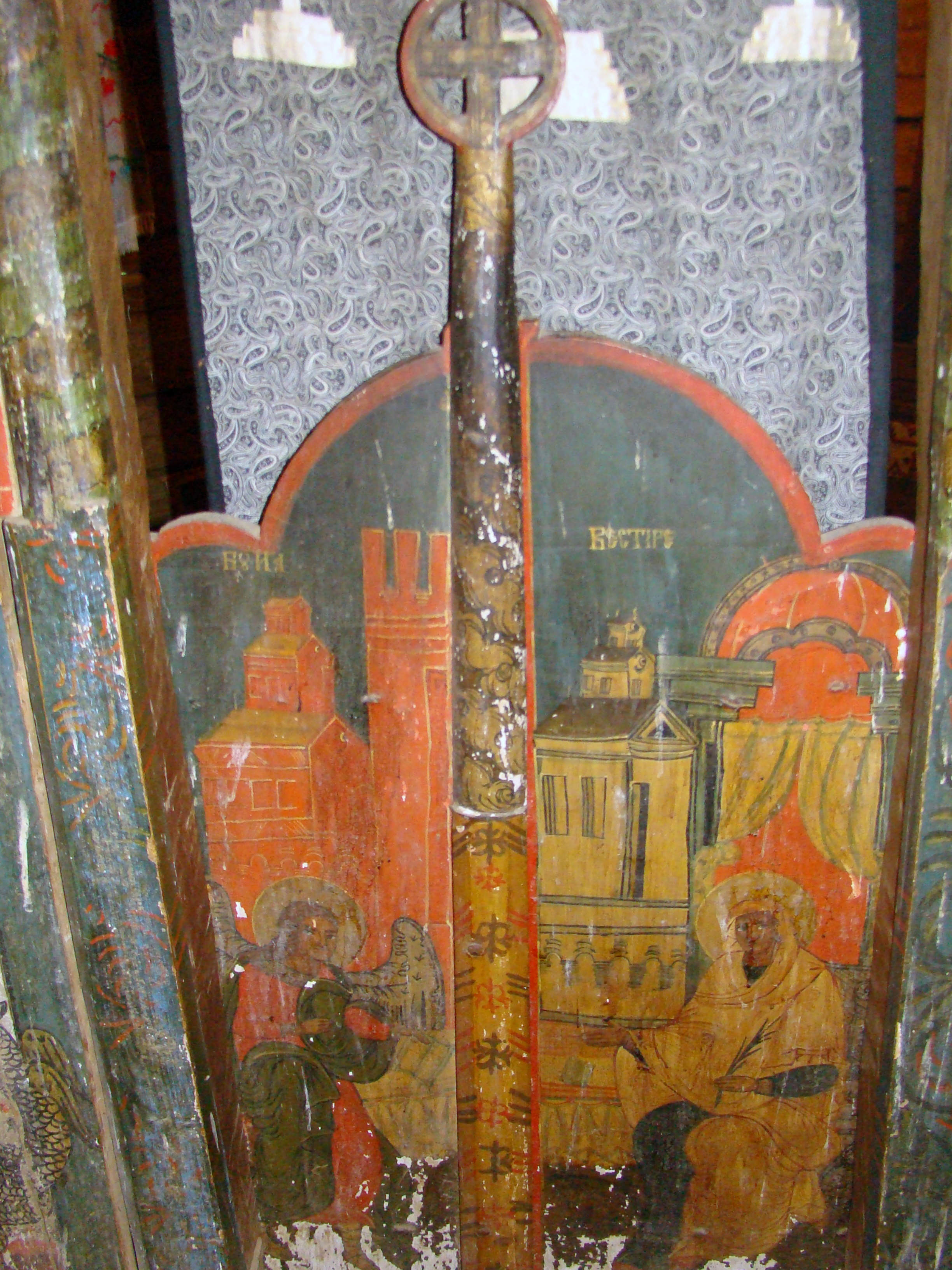
Ușile împărătești
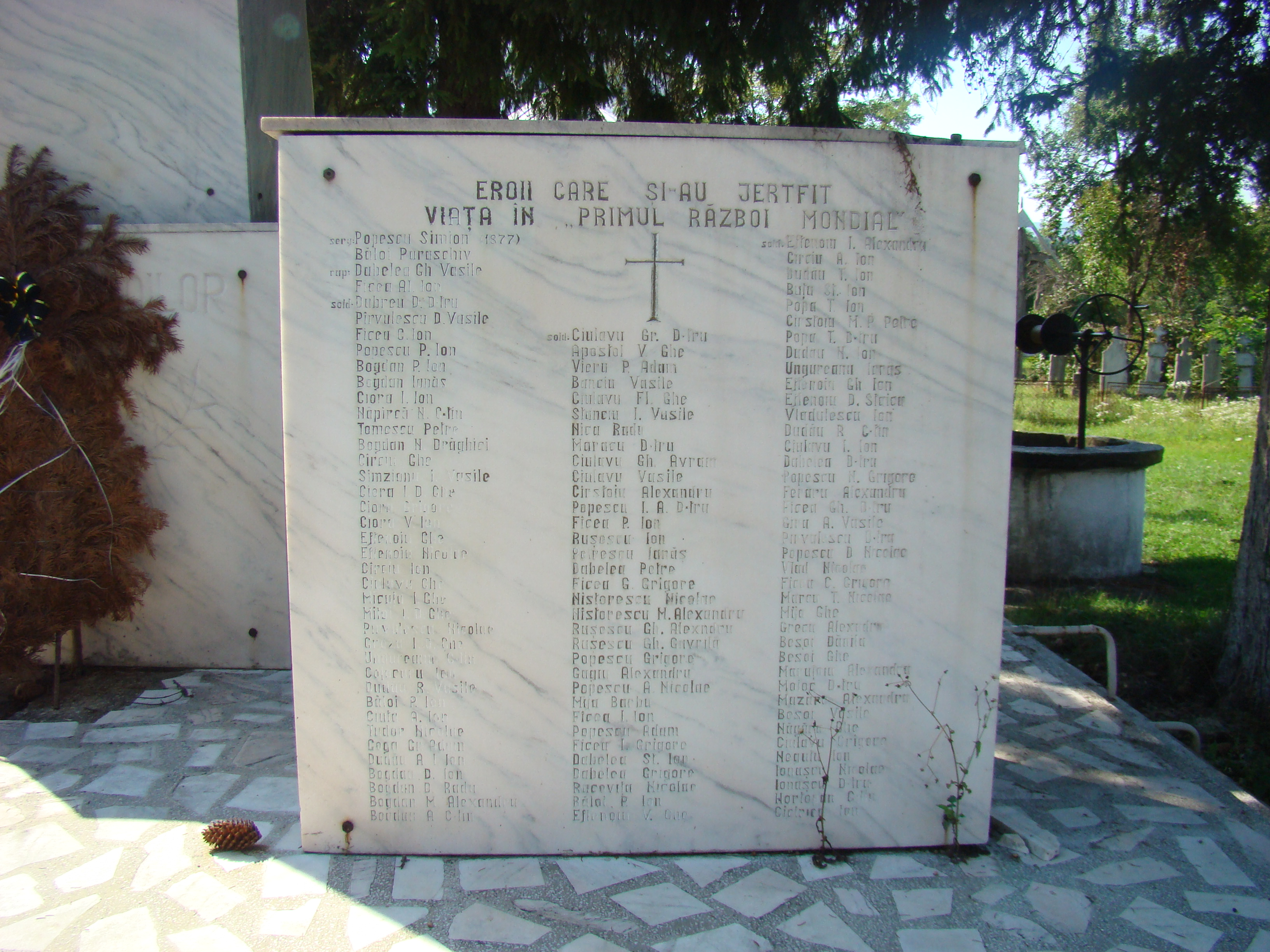
Monumentul eroilor din Stănești
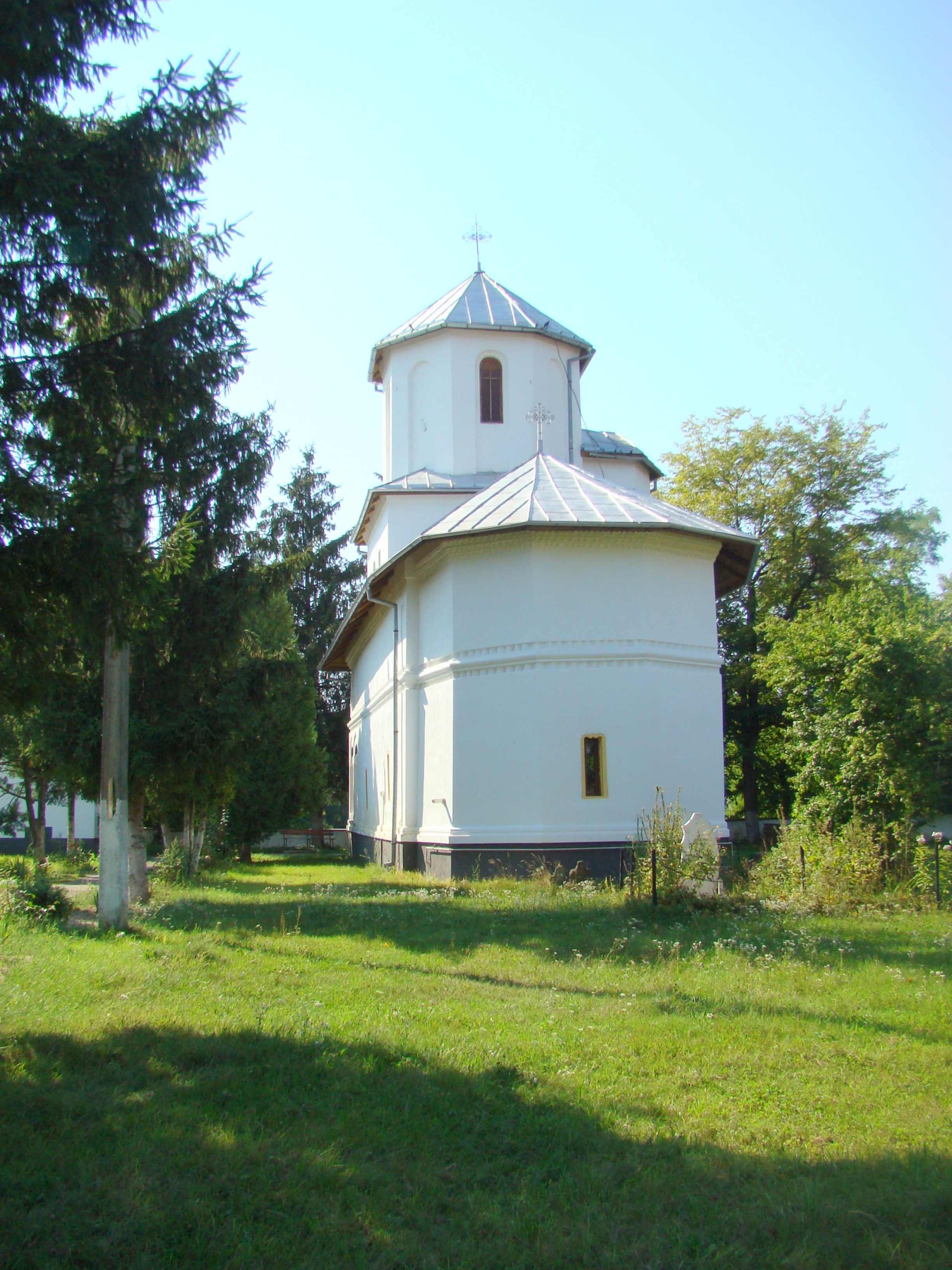
Biserica „Duminica Tuturor Sfinților” din Stănești (monument istoric)
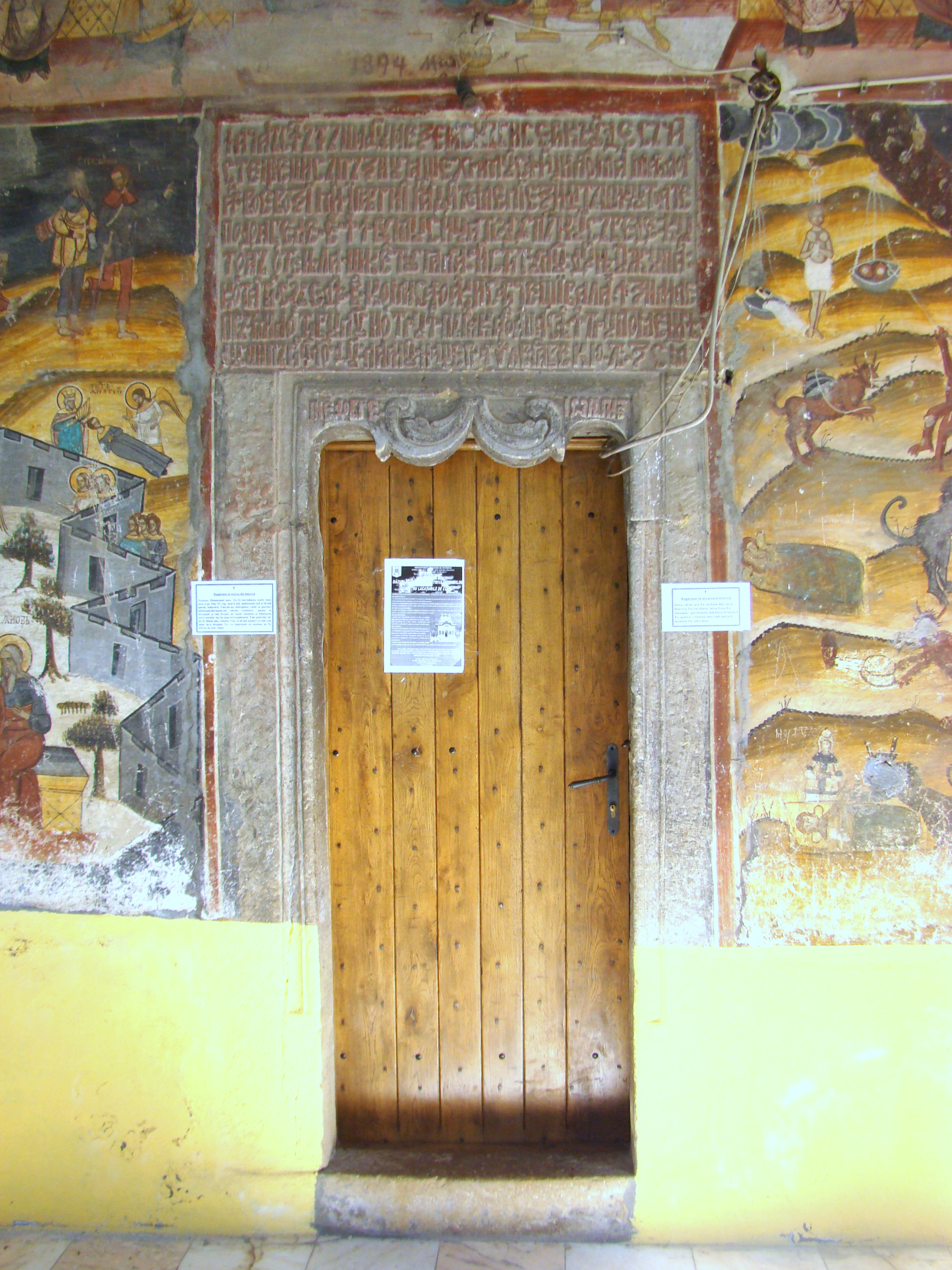
Pisania deasupra intrării
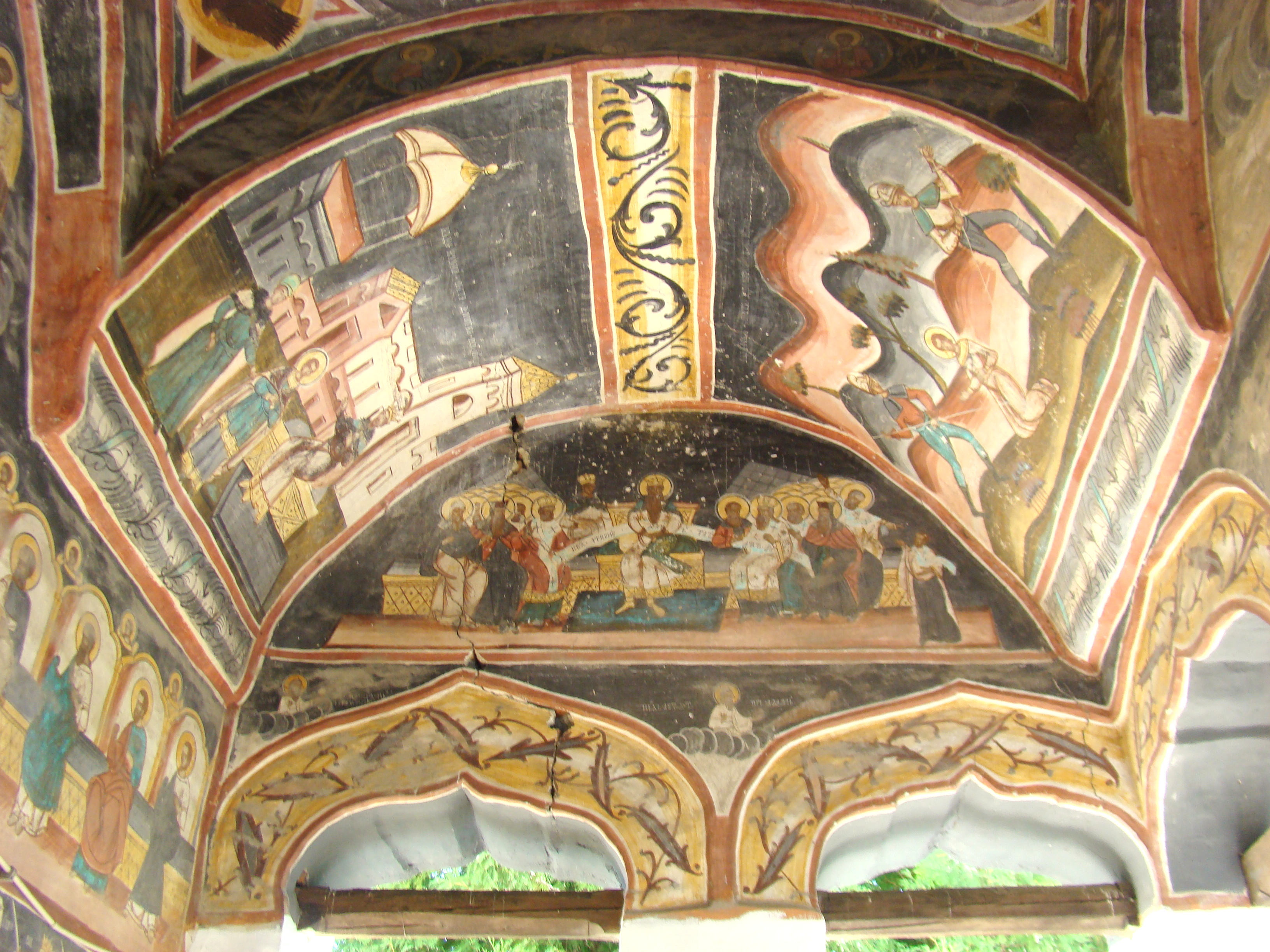
Pictura exterioară
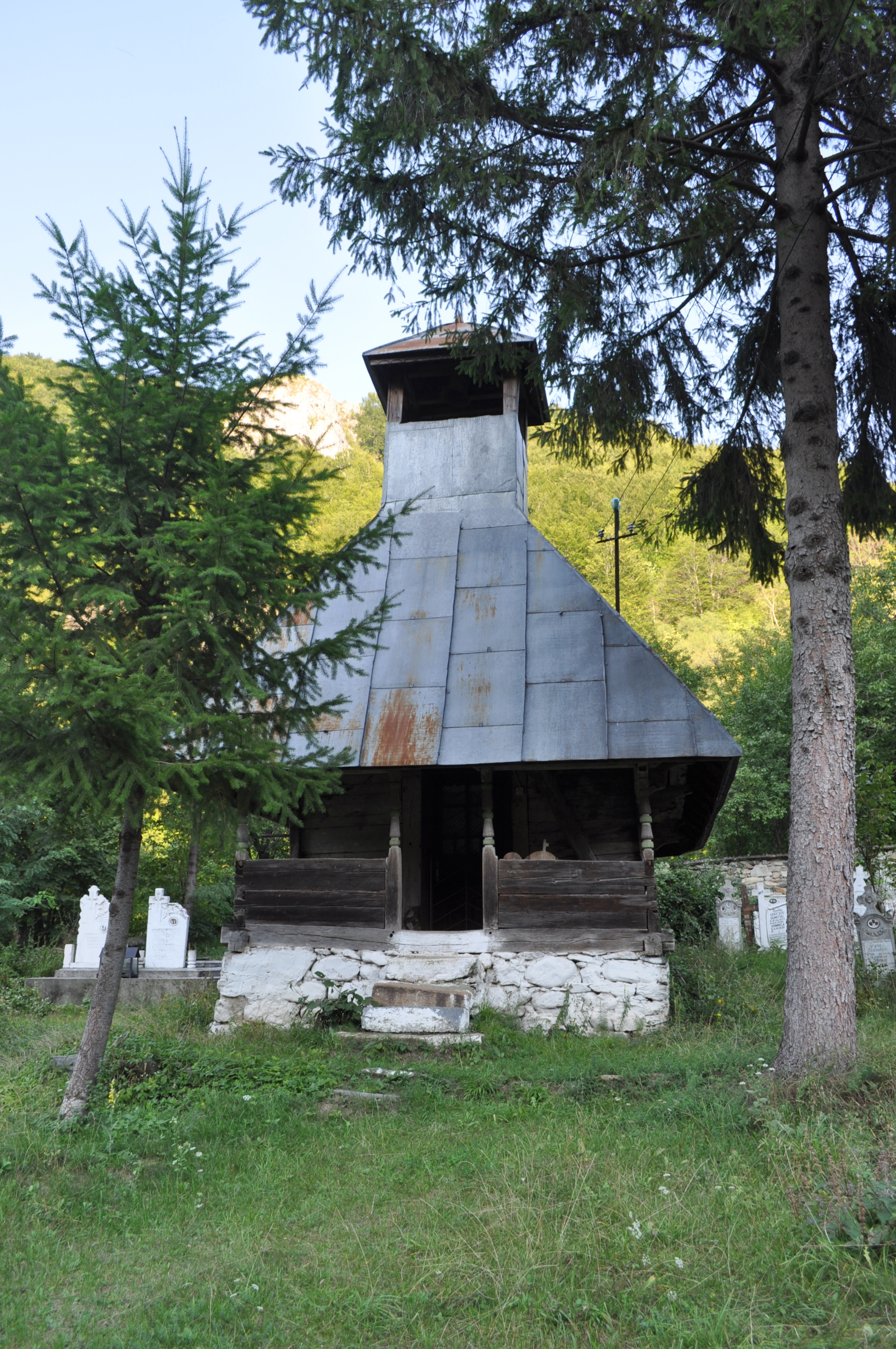
Biserica de lemn Adormirea Maicii Domnului din Vaidei (monument istoric)
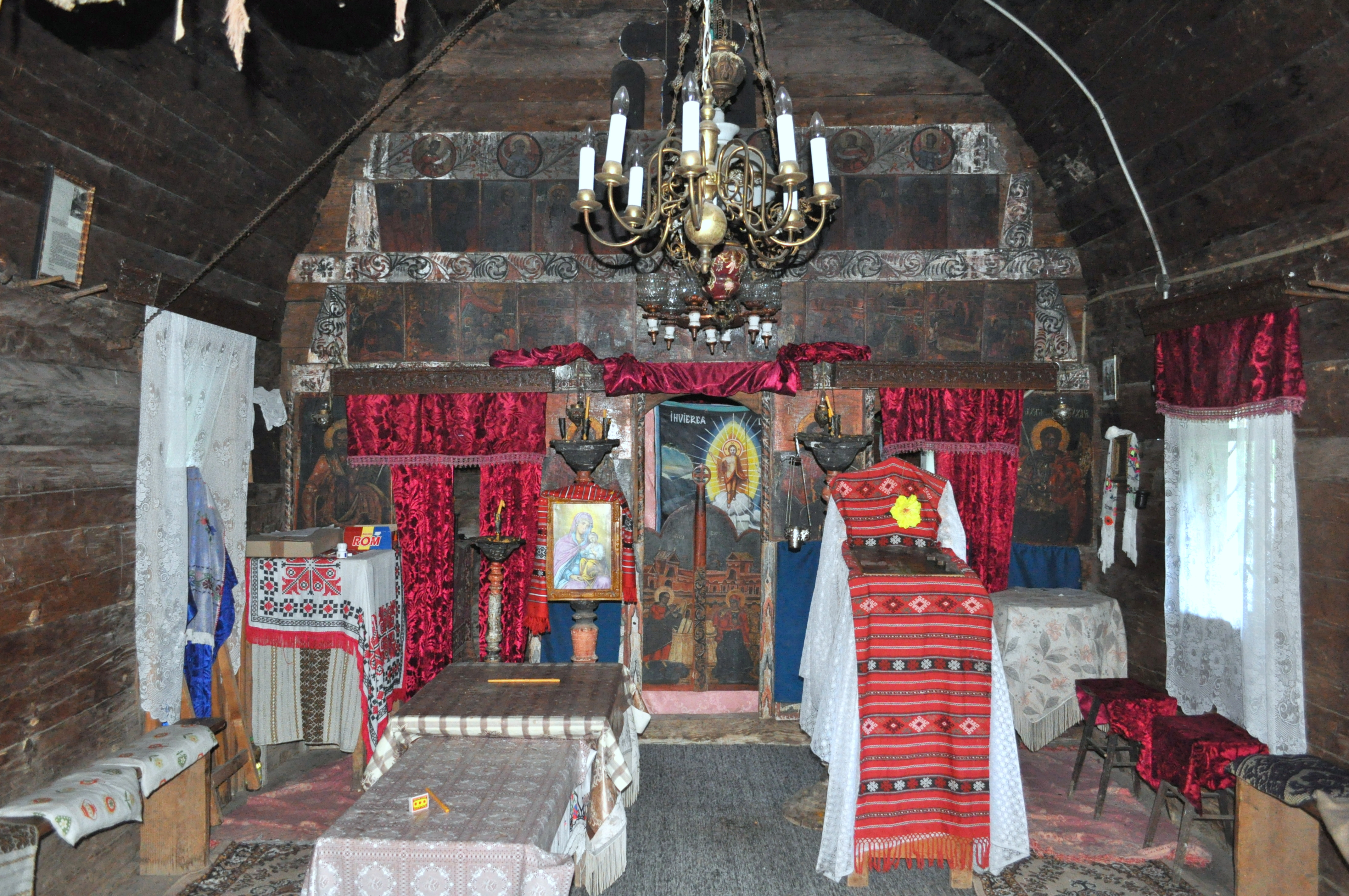
Biserica de lemn Adormirea Maicii Domnului din Vaidei (monument istoric)